# دروغ‌ها بدبختی به بار می‌آورند
دروغ‌ها بدبختی به بار می‌آورند (بهانگلیسی: Lies Greed Misery) ترانهای از گروه راک آمریکایی لینکین پارک است. مایک شینودا و چستر بنینگتون خوانندگان این ترانه هستند؛ این ترانه با دیگر ترانه‌های لینکین پارک بسیار متفاوت است و سبکی متفاوت دارد؛ همچنین نسخه آلبومی این ترانه ۲:۲۷ می‌باشد. تهیه‌کنندگان این ترانه مایک شینودا و ریک روبین هستند.

## جدول‌ها
| جدول سال ۲۰۱۲                     | بالاترین جایگاه |
| --------------------------------- | --------------- |
| UK Rock - Official Charts Company | ۳۷              |

## پیشینه پخش
| منطقه | تاریخ      | فرمت/قالب       | برچسب                |
| ----- | ---------- | --------------- | -------------------- |
| جهانی | ۲۴ مه ۲۰۱۲ | دانلود دیجیتالی | وارنر برادرز. رکوردز |